# Gauwirtschaftskammer Berlin-Brandenburg
Die Gauwirtschaftskammer Berlin-Brandenburg (nach kurzer Zeit geteilt in die Gauwirtschaftskammer Berlin und Gauwirtschaftskammer Mark Brandenburg) war 1943 bis 1945 die Gauwirtschaftskammer für den Gau Berlin und den Gau Mark Brandenburg.

## Geschichte
Nach der Machtergreifung waren die Industrie- und Handelskammern sowie die Handwerkskammern 1933 gleichgeschaltet worden. Die Selbstverwaltung der Wirtschaft wurde abgeschafft und das Führerprinzip eingeführt. Ab 1936 wurden regionale Wirtschaftskammern geschaffen, die bisherigen Kammern blieben aber juristisch erhalten. 
Zum 1. April 1943 wurden die Industrie- und Handelskammern sowie die Handwerkskammern aufgelöst und die Gauwirtschaftskammern überführt. Die Wirtschaftskammer Berlin-Brandenburg, die IHK Berlin und die Handwerkskammern Berlin und Frankfurt an der Oder bildeten nun die Gauwirtschaftskammer Berlin-Brandenburg. Die bisherigen Kammern wurden aufgehoben. Die Wirtschaftskammer Berlin-Brandenburg umfasste die IHKen für Berlin-Land, Brandenburg, Eberswalde, Luckenwalde, Neuruppin, Perleberg und Potsdam. Präsident der Gauwirtschaftskammer wurde Friedrich Reinhart, der bisherige Präsident der Berliner IHK.
Nach dem Willen der Nationalsozialisten sollten die Gebiete der Gauwirtschaftskammern der Gaustruktur der NSDAP entsprechen. Dies war in der Gauwirtschaftskammer Berlin-Brandenburg nicht der Fall: Es fehlte die Niederlausitz und Berlin und die Mark Brandenburg waren in der NSDAP seit 1933 getrennt.
Daher wurde zum 1. Oktober 1943 in einem zweiten Schritt eine Neuorganisation vorgenommen. Die Gauwirtschaftskammer Berlin wurde als eigenständige Gauwirtschaftskammer eingerichtet (Vorsitzender wurde Heinrich Hunke). Die Gauwirtschaftskammer Mark Brandenburg entstand aus der Fusion des Restes der gemeinsamen Gauwirtschaftskammer mit der Wirtschaftskammer Cottbus. Vorsitzender wurde hier Wilhelm Zschintzsch. Beide Gauwirtschaftskammern hatten ihren Sitz in Berlin.
Organ der Gauwirtschaftskammer war das Wirtschaftsblatt der Gauwirtschaftskammer Berlin-Brandenburg.
Mit Kriegsende 1945 endete auch die Arbeit der Gauwirtschaftskammern. In der SBZ wurde die Selbstverwaltung der Wirtschaft nicht wieder hergestellt. Mit der „Verordnung über die Bildung der Industrie-und Handelskammer der Provinz Mark Brandenburg“ wurde am 24. Oktober 1945 von der Provinzialverwaltung Brandenburgs die Bildung einer zentralen Industrie-und Handelskammer der Provinz Mark Brandenburg mit Sitz in Potsdam verfügt. Diese entsprach territorial der Gauwirtschaftskammer Mark Brandenburg ohne die nun polnisch verwalteten Gebiete.  